# Триселенид дикалия
Триселенид дикалия — бинарное неорганическое соединение
калия и селена с формулой K2Se3.

## Получение
- Сплавление стехиометрических количеств чистых веществ:

{\displaystyle {\mathsf {2K+3Se\ {\xrightarrow {375^{o}C}}\ K_{2}Se_{3}}}}

## Физические свойства
Триселенид дикалия образует кристаллы
ромбической сингонии,
пространственная группа C mc2,
параметры ячейки a = 0,7692 нм, b = 1,0410 нм, c = 0,7717 нм.